# Herre, vi ber dig välsignelsen giva
Herre, vi ber dig välsignelsen giva är en vigselsång av Väinö Havas. Tarja Alatalo har gjort översättningen till sången år 1989. På finska heter sången 'Anna, sä Herra, nyt siunaus taivaan'. Sången finns i laestadianska sångboken Sions Sånger och Psalmer.